# ローカルインターネットレジストリ
ローカルインターネットレジストリ (LIR; Local Internet Registry) は、地域インターネットレジストリや国別インターネットレジストリにより割り当てられたIPアドレスを顧客などエンドユーザに再配分する組織のことである。
一般的にLIRはインターネットサービスプロバイダがなる。
日本国内でLIRになるには、日本ネットワークインフォメーションセンターでIPアドレス管理指定事業者としての契約を結ぶか、Asia-Pacific Network Information Centreのメンバーとなる必要がある。